# ما وراء الحرية والكرامة (كتاب)
ما وراء الحريَّة والكرامة Beyond Freedom and Dignity، هو كتاب من تأليف عالم النفس الأمريكي بورهوس فريدريك سكينر صدر عام 1971، يسعى سكينر في كتابه هذا لدعم فلسفته في العلوم وتكنولوجيا السلوك البشري ويوضِّح فيه تصوُّره للحتميَّة والإرادة الحرَّة ويطرح المفهوم الذي يسمِّيه «الهندسة الثقافيَّة»، ويؤكِّد أيضاً أنَّ الإيمان الراسخ بالإرادة الحرة والاستقلال الأخلاقي للفرد والذي يشير إليه «بالكرامة»، قد يعيق إمكانيَّة استخدام الأساليب والوسائل العلميَّة لتعديل السلوك البشري بغرض بناء مجتمع أكثر سعادةً وأفضل تنظيماً.

## بورهوس سكينر
بورهوس سكينر (1904 – 1990)، فيلسوف وكاتب وأخصائي علم نفس أمريكي، درس سكينر في كلية هاميلتون وجامعة مينيسوتا وعمل أستاذاً للفلسفة في جامعة هارفارد من عام 1958 حتى تقاعده عام 1974، وهو مؤلِّف غزير الإنتاج فقد كتب 21 كتاباً و180 مقالة، ابتكر سكينر فلسفته الخاصة والتي تُعرف بفلسفة السلوك المُتطرِّف، وأسَّس مدرسة في البحث التجريبي الخاص بعلم النفس، واكتشف معدَّل الاستجابة وقدَّمه كمتغيِّر مستقل يعتمد على البحث النفسي فقط وابتكر أيضاً التسجيل التراكمي لقياس معدَّل الاستجابة وهو أكثر أعماله تأثيراً.
كان بورهوس سكينر أيضاً رائد السلوكيَّة الراديكاليَّة أو التحليل المفهومي للسلوك من خلال كتابه «فلسفة علم السلوك»، والذي يبحث فيه الفلسفة الكامنة خلف تحليل السلوك البشري ويُميُّزها عن المنهجيَّة السلوكيَّة التي تركِّز على السلوكيات الملاحظة عن طريق إدراج الأفكار والعواطف والأنشطة العقليَّة الداخليَّة الأخرى، وبحث سكينر أيضاً في مفهوم الإشراط الإجرائي والتي هي عبارة عن تعديل أو تكييف للسلوك من خلال دعمه وتقويته في حالات معيَّنة وإضعافه في حالات أخرى بواسطة التعزيز الإيجابي أو السلبي في كلِّ مرَّة يظهر فيها هذا السلوك كاستجابةٍ لتنبيهٍ ما، حتى أنَّ الفرد يصبح قادراً على ربط سلوكه بمستوى الرضى الذي ينجم عنه، وهكذا يستطيع التنبؤ بطبيعة سلوكه الأفضل عند التعرُّض لتنبيه مماثل، وهنا يظهر تأثُّر سكينر الكبير بكلٍّ من إيفان بافلوف وتشارلز داروين.
في دراسة أجريت في يونيو عام 2002 صُنِّف سكينر كأخصائي علم النفس الأكثر تأثيراً في القرن العشرين، وحاز على قلادة العلوم الوطنية الأمريكية عام 1968.

## ملخَّص الكتاب
يتألف الكتاب من تسعة فصول

### تكنولوجيا السلوك البشري
يقترح سكينر في هذا الفصل أنَّ وضع تكنولوجيا خاصة بالسلوك البشري أمرٌ ممكن، ويمكن الاستفادة منها واستخدامها للمساعدة في حلِّ القضايا الإنسانيَّة الحسَّاسة والمثيرة للجدل، ويقول: «جميع المشاكل الرئيسيَّة تتعلَّق بالسلوك البشري، ولا يمكن حلُّها عن طريق تكنولوجيا الفيزياء والبيولوجيا وحدهما، بل إنَّ المطلوب لفعل ذلك هي تكنولوجيا السلوك البشري».

### الحريَّة
يُقدِّم سكينر تعريفاً أكثر دقَّة للحريَّة من خلال استخدام مفهومه الخاص عن الحتميَّة، ويناقش التعاريف التقليديَّة للحريَّة، ويلاحظ أنَّ قوى الحريَّة والكرامة قد أدَّت إلى الكثير من التقدُّم الإيجابي في الوضع الإنساني، ولكنَّها من جهةٍ أخرى تُعيق تقدَّم تكنولوجيا السلوك البشري، ويقول إنَّها أثَّرت على مفهوم الحريَّة ككل من حيث حالات المشاعر أو الحالات العقليَّة والإدراكيَّة.

### الكرامة
الكرامة هي المفهوم الذي يمنح للناس الأفضليَّة في تصرفاتهم، أو بدلاً من ذلك يتمُّ معاقبتهم وفق قواعد المسؤوليَّة، يرفض المنهاج الذي اتبعه سكينر مفهوم الكرامة بهذا الشكل ويعتقد أنَّها فكرة خاطئة لأنَّها تزيل كل فضل في عملٍ ما وتلقي باللائمة على الأفعال السيئة في ذلك.

### العقاب
ينظر سكينر للعقاب على أنَّه النتيجة المنطقيَّة للتحليل غير العلمي للسلوك البشري، واتِّباع مفهوم الحريَّة والكرامة سابق الذكر، وفق وجهة النظر التقليديَّة بما أنَّ الفرد هو الذي يختار فعليه أن يتحمَّل عواقب اختياره، أمَّا سكينر الذي ينفي وجود إرادة حرَّة أصلاً فهو يرفض هذه العقوبات لأنَّها في النهاية آليَّات غير فعَّالة في السيطرة على السلوك البشري.

### بدائل العقوبة
يرفض سكينر طريقة العقوبة ويعتقد أنَّها غير فعَّالة وغير مفيدة غالباً، بل قد تؤدي إلى مشاكل إضافيَّة، وهو يؤكِّد أيضاً أنَّ سوء الفهم هذا من قبل المدافعين عن «الحريَّة والكرامة» يُشجِّع على إساءة استخدام الممارسات التي تمنع التقدُّم نحو تقنيَّات فعَّالة للسلوك البشري.

### القيم
يعتقد سكينر أنَّ التفكير الواعي للفرد هوالذي يسمح له بتحقيق الإنجازات على المستوى الشخصي، كذلك فإنَّ وجهة النظر العلميَّة هي التي تحرِّك العمل البشري ليتمَّ تفسيره وفق التاريخ البيئي وتطوُّر الأنواع، ويبحث أيضاً في المشاعر التي تُحدِّد ما هو صحيح، والمفاهيم الشعبيَّة التي تُحدِّد ما هو جيَّد أو صالح، وفي هذا السياق يعتقد سكينر أنَّه حتى لو كانت تكنولوجيا السلوك تنتج سلعاً تُحسِّن نمط الحياة البشريَّة فإنَّها تُعرِّضها للرقابة البيئيَّة التي تُسيءُ إلى مفهوم «الحريَّة والكرامة» الذي تمَّ توضيحه سابقاً.

### تطوُّر الثقافة
يقترح سكينر أنَّ التطوُّر الثقافي هو طريقة دقيقة لوصف مجمل السلوك البشري الفعَّال، ويُعرَّف الثقافة بأنَّها مجموعة من السلوك أو الممارسات [10]، ويتطرُّق هنا إلى الداروينيَّة الاجتماعيَّة ويقول إنَّ تبرير خضوع دول لدول أخرى أو أي منافسة حربيَّة مع الآخرين هو بطريقة أو بأخرى جزءٌ صغير من الانتقاء الطبيعي، أمَّا الجزءُ الأكثرُ أهميَّة فهو التنافس مع البيئة الماديَّة نفسها، ويربط سكينر فكرة التطوُّر الثقافي مرَّةً أخرى بمسألة القيم، فقيمتها الحقيقيَّة هي استمرارها وبقاؤها.

### التصميم الثقافي
يؤكِّد سكينر في هذا الفصل أنَّ التصميم الثقافي ليس جديداً ولكنَّه موجود بالفعل مُسبقاً ومستمر أيضاً، ويلاحظ سكينر هنا أنَّ معظم النقاشات التي تدور حول المشاكل الحاليَّة تهيمن عليها الاستعارات والمخاوف من المشاعر والحالات الذهنيَّة التي لا تُقدِّمُ حلولاً ممكنة التحقيق، ولذلك فإنَّ تعديل تكنولوجيا السلوك البشري قد يكون أمراً غير أخلاقي، كذلك فإنَّ التكهُّنات الطوباويَّة مثل تلك الموجودة في رواية «والدن الثاني» هي نوعٌ من أنواع الهندسة الثقافيَّة، ويُكرِّس سكينر أغلب هذا الفصل للردِّ على الانتقادات والشكاوى ضدَّ الهندسة الثقافيَّة.

### ما هو الفرد؟
يتطرَّق سكينر مرَّةً أخرى لمفهوم الفرد، ويناقشُ كيف يمكن تكييف جوانب شخصيَّة الفرد تبعاً للعوامل البيئيَّة كما أنَّه يُغطِّي مفاهيم خاصَّة مثل المعرفة والتحكُّم في النفس وطرق حلِّ المشكلات، ويُفنِّد العديد من الحجج والمفاهيم الخاطئة المحتملة، ويتناول مسألة النماذج الميكانيكيَّة التي توصِّف العمل البشري مع أنَّه سبق وشرحها في مكانٍ آخر ، ويقول هنا: «إنَّ تطوَّر الثقافة هو جهدٌ ضخم في ضبط النفس البشريَّة والتحكُّم بها»، ويُنهي هذا الفصل بقوله: «إنَّ النظرة العلميَّة للإنسان تُقدِّم إمكانيَّاتٍ كبيرة لم نكتشفها بشكلٍ كاملٍ حتى».

## رواية والدن الثاني
في عام 1948 كتب سكينر رواية بعنوان والدن الثاني، وهي تتفق بشكلٍ كبير مع الأفكار الواردة في كتابه «ما وراء الحريَّة والكرامة»، وتصوِّرُ هذا الرواية مجتمعاً طوباويَّاً قائماً على أفكار سكينر الخاصَّة بشأن تعديل السلوك البشري، ويستعرضُ أفكاره عن الهندسة الثقافيَّة التي يعتبر والدن الثاني مثالاً صريحاً عنها.

## الانتقادات
انتقد المُفكِّر نعوم تشومسكي أساليب سكينر واستنتاجاته، وخصَّص مقالاً كاملاً عام 1971 للردِّ عليه، عارض فيه مفهوم السلوكيَّة الذي نادى به سكينر ورفض فكرته عن النظرة العلميَّة، ورداً على إنكارسكينر لكرامة الإنسان قال تشومسكي: سيكون من السخيف أن نستنتج أنَّ فهم أساسيَّات التفكير العلمي غير ممكن انطلاقاً من حقيقة أنَّ الحريَّة الشخصيَّة محدودة وأنَّ الفرد المُستقل هو وهم.
ومن المُفكِّرين الآخرين الذين انتقدوا سكينر كانت آين راند من خلال مقالها المنشور عام 1971 بعنوان «التحفيز والاستجابة»، وفي هذا المقال شنَّت راند هجوماً واسعاً على كتاب ما وراء الحريَّة والكرامة وعلى الاهتمام الكبير به، وانتقد جون ستادون أيضاً آراء سكينر بأنَّ العقوبات غير كافية وغير فعَّالة وأنَّ الإرادة الحرَّة هي مفهوم لا لزوم له، معتبراً أنَّ العقوبة لا تلغي الحريَّة دائماً، وأنَّنا لا يمكن أن نعتبر الحريَّة هي مجرَّد غياب للعقوبات.

## الطبعات والترجمات
- صدر الكتاب مترجماً إلى العربية ضمن سلسلة عالم المعرفة في شهر أغسطس من سنة 1980 تحت عنوان «تكنولوجيا السلوك الإنساني».[22]

## روابط خارجية
- ما وراء الحرية والكرامة على موقع الموسوعة البريطانية (الإنجليزية)